# 卡洛斯·布利克森
卡洛斯·萨穆埃尔·布利克森·阿韦利亚（西班牙語：Carlos Samuel Blixen Abella，1936年12月27日—2022年8月1日），乌拉圭男子篮球运动员，他曾代表乌拉圭参加1956年夏季奥运会和1960年夏季奥运会男子篮球比赛，分别获得铜牌和第八名。